# Central hidroeléctrica Antuco
Las centrales hidroeléctricas Antuco, Abanico y El Toro son centrales hidroeléctricas de pasada ubicadas en la cuenca alta del río Laja que es parte de la cuenca del río Biobío en la Región del Biobío.
La central Antuco tiene una potencia de 300 MW (1981) y junto a las centrales Central hidroeléctrica El Toro (año 1973, 400 MW) y la central hidroeléctrica Abanico (año 1948, 135 MW) pertenece a un sofisticado sistema hidroeléctrico y de riego que aprovecha las aguas provenientes de la cuenca alta del río Laja, es decir la zona en torno a la laguna de La Laja para la generación de energía.
La central Antuco es la tercera en el tiempo, ya que inició su producción en 1981, y también la tercera en dirección aguas abajo porque usa las descargas de las centrales anteriores para obtener electricidad. Aguas abajo del río Laja están instaladas las centrales hidroeléctricas, también de pasada, Quilleco y Rucúe

Centrales hidroeléctricas de pasada Antuco, Abanico y El Toro. La línea café claro marca los límites de la zona que drena el río Laja al este de Tucapel. La cuenca baja del Laja, hasta su confluencia en el Biobío no está en el mapa.